# The Artistry of Helen Merrill
The Artistry of Helen Merrill — студийный альбом американской певицы Хелен Меррилл, выпущенный в ноябре 1965 года на лейбле Mainstream Records.

## Отзывы критиков
| Оценки критиков                   | Оценки критиков |
| Источник                          | Оценка          |
| --------------------------------- | --------------- |
| AllMusic                          | [ 1 ]           |
| The Encyclopedia of Popular Music | [ 2 ]           |
| Record Mirror                     | [ 3 ]           |

Ричард Мортифольо из AllMusic написал: «Очень немногие джазовые певицы звучат так естественно, исполняя не джазовый материал, как Меррилл. Она звучит точно так же, как она сама (что, впрочем, у нее всегда получается), без особой адаптации к новым обстоятельствам, как будто ей пришлось избавиться от джазовой утонченности, чтобы стать более „невинной“. Основные моменты включают квазифолковую босса-нову „Quiet Nights“ и „Itsi No Komoriuta“. Великий Чарли Берд готов обеспечить необходимое акустическое сопровождение, как и Джимми Джуффре на кларнете».

## Список композиций
1. «Quiet Nights (Corcovado)» (Антониу Карлос Жобин, Джин Лис, Бадди Кэй) — 2:42
2. «Careless Love» (Уильям Кристофер Хэнди) — 3:30
3. «Scarlet Ribbons» (Эвелин Данциг, Джек Сигал) — 2:55
4. «House of the Rising Sun» (народная) — 2:36
5. «I Left My Heart Behind» (Рут Батчелор, Боб Робертс) — 2:17
6. «Cannatella» (народная) — 2:17
7. «The River» (Карло Кончина, Роберт Меллин) — 2:59
8. «Minha Rocca» (Долорес Дюран) — 2:27
9. «Itsi No Komoriuta» (народная) — 2:19
10. «Forbidden Games» (Нарсисо Йепес, Барри Паркер) — 2:32
11. «John Anderson My Love» (Роберт Бёрнс) — 2:07

## Участники записи
- Бас-гитара — Кетер Беттс, Тедди Котик
- Вокал — Хелен Меррилл
- Гитара — Чарли Берд, Джимми Рэйни
- Звукорежиссёр — Фрэнк Эбби
- Кларнет — Джимми Джуффре
- Мастеринг — Хэл Диполд
- Продюсер — Гарри Ринглер
- Ударные — Дэйв Бэйли, Ози Джонсон
- Флейта — Хэл Маккьюзик